# Gowbarrow Fell
Gowbarrow Fell är en kulle i Storbritannien.   Den ligger i grevskapet Cumbria och riksdelen England, i den centrala delen av landet, 400 km nordväst om huvudstaden London. Toppen på Gowbarrow Fell är 481 meter över havet, eller 179 meter över den omgivande terrängen. Bredden vid basen är 2,1 km. Gowbarrow Fell ligger vid sjön Ullswater.
Terrängen runt Gowbarrow Fell är huvudsakligen kuperad, men norrut är den platt.Runt Gowbarrow Fell är det ganska glesbefolkat, med 24 invånare per kvadratkilometer. Närmaste större samhälle är Penrith, 13,5 km nordost om Gowbarrow Fell. Trakten runt Gowbarrow Fell består i huvudsak av gräsmarker.